# Општина Вареш
Општина Вареш је општина у Федерацији БиХ, БиХ. Сједиште општине се налази у Варешу.

## Становништво
По посљедњем службеном попису становништва 1991. у СФРЈ, општина Вареш је имала 22.203 становника, распоређених у 85 насељених места.
Услед рата, становништво Вареша се до 2001. смањило на 13.293 становника.
| Вареш              |                |                 |                 |
| година пописа      | 1991.          | 1981.           | 1971.           |
| Хрвати             | 9.016 (40,60%) | 10.287 (45,07%) | 11.134 (47,33%) |
| Муслимани          | 6.714 (30,23%) | 6.419 (28,12%)  | 6.631 (28,18%)  |
| Срби               | 3.644 (16,41%) | 4.241 (18,58%)  | 5.166 (21,96%)  |
| Југословени        | 2.071 (9,32%)  | 1.563 (6,84%)   | 307 (1,30%)     |
| остали и непознато | 758 (3,41%)    | 312 (1,36%)     | 285 (1,21%)     |
| укупно             | 22.203         | 22.822          | 23.523          |

| Национални састав према попису из 2013. године‍ | Национални састав према попису из 2013. године‍ | Национални састав према попису из 2013. године‍ | Национални састав према попису из 2013. године‍ | Национални састав према попису из 2013. године‍ |
| ---------------------------------------------- | ---------------------------------------------- | ---------------------------------------------- | ---------------------------------------------- | ---------------------------------------------- |
|                                                |                                                |                                                |                                                |                                                |
| Бошњаци                                        | Бошњаци                                        |                                                | 5.447                                          | 61,26%                                         |
| Хрвати                                         | Хрвати                                         |                                                | 2.820                                          | 31,71%                                         |
| Срби                                           | Срби                                           |                                                | 189                                            | 2,12%                                          |
| остали                                         | остали                                         |                                                | 436                                            | 4,90%                                          |
| укупно: 8.892                                  |                                                |                                                |                                                |                                                |

## Насељена мјеста
Бијело Борје, Блажа, Боровица Доња, Боровица Горња, Боровичке Њиве, Брда, Брезик, Бргуле, Будожеље, Чамовине, Ћеће, Дабравине, Даштанско, Дебела Међа, Дикњићи, Драговићи, Дражевићи, Дубоштица, Хоџићи, Иванчево, Јаворник, Кадарићи, Карићи, Кокошчићи, Коловићи, Копалишта, Копијари, Крчевине, Куносићи, Летевци, Лигатићи, Луке, Љеповићи, Мијаковићи, Мир, Мижновићи, Млакве, Насеоци, Непривај, Очевље Доње, Очевље Горње, Округлица, Орах, Осоје, Осредак, Острља, Пајтов Хан, Пајтовићи, Планиница, Побиље, Подјавор, Погар, Положац, Пољанице, Поменићи, Пржићи, Пржићи Колонија, Радоњићи, Радошевићи, Равне, Рокоч, Самари, Семизова Пониква, Сеоци, Сјенокос, Славин, Сршљенци, Стрица, Стријежево, Ступни До, Шикуље, Тисовци, Тољенак, Трибија, Вареш, Вареш Мајдан, Вијака Доња, Вијака Горња, Вишњићи, Забрезје, Заруђе, Зубета, Звијезда, Жаља и Жижци.

## Села
Планиница и Славин су села у општини Вареш која се налази у средњој Босни 50 км сјеверно од Сарајева. Села се налазе југозападно од Вареша на око 1.100 м надморске висине испод највишег врха планине Звијезде Карасановине који је висок 1.472 м. н. в. Од општинског центра Планиница је удаљена 10 км а пут за ова села полази из Вареш Мајдана и до Планинице је дуг 7 км а до Славина још 1,5 км у продужетку према западу. Села се налазе у близини, око 2 сата хода, знаменитих историјских локалитета: престолног града средњовјековне Босне Бобовца и љетне краљевске резиденције Краљеве Сутјеске. Сјеверно од села, испод врха Карасановине налази се дио планине Перун на коме се налази планинарски дом. У близини ова два српска села, јужно од њих, налази се неколико мањих села и заселака у којима су живјели Срби: Подјавор, Пољанице, Пајтов Хан, Самари, Радоњићи, Брда и Запутје. Планиница и сва ова села су током рата 90-их година 20. вијека напуштена и потпуно уништена.